# Páni z Velhartic

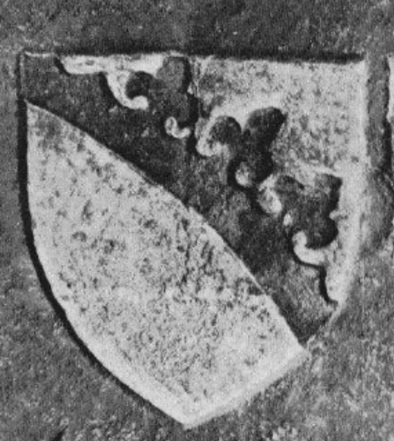
Erb pánů z Velhartic na hradě Lauf

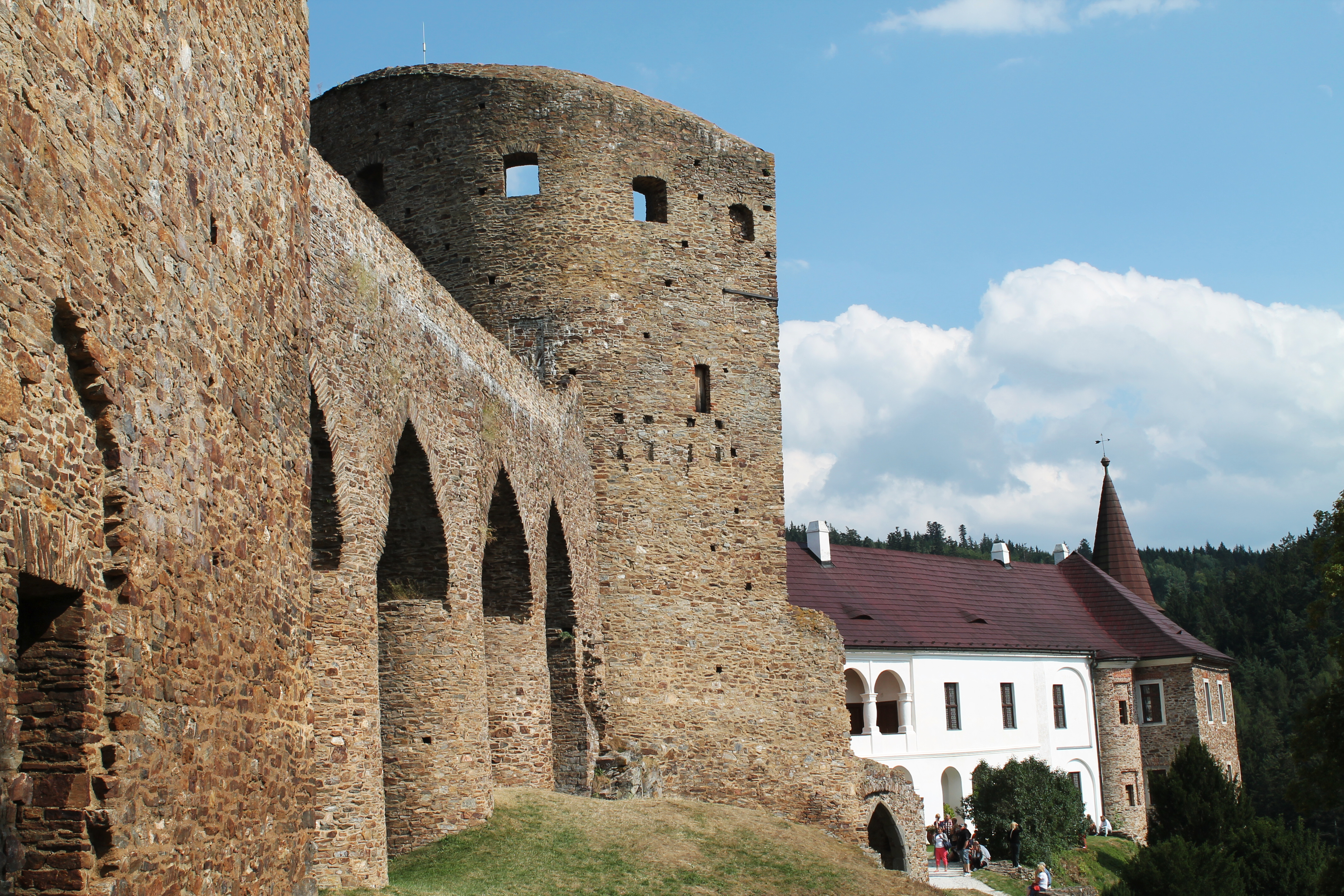
Hrad Velhartice

Páni z Velhartic (též z Vilhartic) byli český panský rod, který pocházel ze 13. století. Jejich předkové používali přídomek ze Vzdoun a pocházeli z Malého Boru. Po založení hradu Velhartice si přídomek změnili podle nového rodového sídla.

## Historie
Bušek starší z Velhartic (před 1318–1337) patřil mezi přátele a důvěrníky Karla IV., kterého jako osobní komorník doprovázel během italského tažení, kde 28. září zemřel v Meranu. Jeho syn Bušek mladší z Velhartic († před 1371) převzal otcovu úlohu císařova rádce a komorníka. Nejprve však vykonával úřad mistra královské komory, v letech 1355–1366 post maršálka královského dvora a poté až do své smrti funkci nejvyššího hejtmana léna Nové Čechy v Horní Falci. O Buškovi II. z Velhartic se také ve své básni Romance o Karlu IV. zmiňuje Jan Neruda.
Rod byl značně rozvětvený, ale hlavní větev vymřela již před koncem 14. století. Další linie, ke kterým patřili například Letenští, zchudly a zmizely koncem 15. století. Pouze větev z Nového Hernštejna na Domažlicku se dočkala 17. století. Tuto linii založil Ješek z Velhartic, který se stal nejvyšším dvorským maršálkem. Jan v bojích s Bavory promarnil skoro celý svůj majetek. Další člen rodu byl jako loupežník popraven v Praze. Jiný pán z Velhartic působil jako zemský maršálek ve Falci.

## Erb
Ve štítu nosili tzv. červenou routovou korunu, která je v některých vyobrazeních umístěna ve středu, jindy přes celý štít.